# Crnokošuljaši
Crnokošuljaši (talj. camicie nere, skr. CCNN) ili squadistri, službeno: Dobrovoljačka milicija za nacionalnu sigurnost (talj. Milizia Volontaria per la Sicurezza Nazionale, skr. MVSN), nazivi su za pripadnike bivše fašističke paravojske, tj. stranačke vojske talijanske Nacionalne fašističke stranke (talj. Partito Nazionale Fascista; PNF). Naziv su dobili po svojim crnim uniformama. 
Posebno su bili utjecajni prije Mussolinijeva dolaska na vlast u Italiji 1922. Prisustvovali su skupovima fašističke stranke gdje su se nerijetko i fizički obračunavali s komunistima, tj. političkim neistomišljenicima gdje su znali primjenjivati vrlo okrutne metode prema svojim protivnicima, poput primjerice pijenja ricinusova ulja i ostalih sredstava u svrhu ponižavanja i nanošenja štete. U Mussolinijevu "Maršu na Rim" sudjelovalo je oko 40 000 njegovih legionara, tj. crnokošuljaša. Crnokošuljaši su posebno inspirirali ostale fašističke vođe pa je tako nacistički führer Adolf Hitler po uzoru na njih uveo SS odred koji je u početku služio kao zaštita Hitleru i visokim dužnosnicima Nacističke stranke, da bi kasnije prerastao u jednu od najmoćnijih organizacija u tadašnjem Trećem Reichu brojeći i do milijun pripadnika.